# Паланцано
Паланцано (італ. Palanzano) — муніципалітет в Італії, у регіоні Емілія-Романья, провінція Парма.
Паланцано розташоване на відстані близько 340 км на північний захід від Рима, 95 км на захід від Болоньї, 45 км на південь від Парми.
Населення — 1140 осіб (2014).

## Демографія
Населення за роками:

Станом на 1 січня 2023 року в муніципалітеті офіційно проживав 121 іноземець з 15 країн, серед них 40 громадян країн Євросоюзу та 4 громадяни України.

## Сусідні муніципалітети
- Корнільйо
- Монкьо-делле-Корті
- Нев'яно-дельї-Ардуїні
- Рамізето
- Тіццано-Валь-Парма
- Ветто